# Пищатинский сельский совет
Пищатинский сельский совет (укр. Пищатинська сільська рада) — входит в состав
Борщёвского района
Тернопольской области
Украины.
Административный центр сельского совета находится в 
с. Пищатинцы.

## Населённые пункты совета
- с. Пищатинцы